# Аномалія обльоту
Аномалія обльоту або аномалія зближення (англ. flyby anomaly) — несподіване збільшення енергії під час обльотів Землі космічними апаратами. Аномалія спостерігається як зміщення в S-діапазоні (2—4 ГГц або 15—7,5 см) і X-діапазоні (8—12 ГГц або 3,75—2,5 см) доплерівської телеметрії і телеметрії дальності. У сукупності це викликає значне непередбачуване збільшення швидкості до 13 мм/с під час обльоту. Чисельно більші розбіжності (400—1000 м) спостерігалися принаймні в одному обльоті (NEAR) відносно радарів Мережі космічного спостереження США (SSN).

## Спостереження
Гравітаційні маневри — це цінний метод для досліджень Сонячної системи. Оскільки успіх цих маневрів обльоту залежить від геометрії траєкторії, положення та швидкість космічного апарата постійно відстежується в ході зустрічі апарата з планетою за допомогою Мережі далекого космічного зв'язку (МДКЗ).

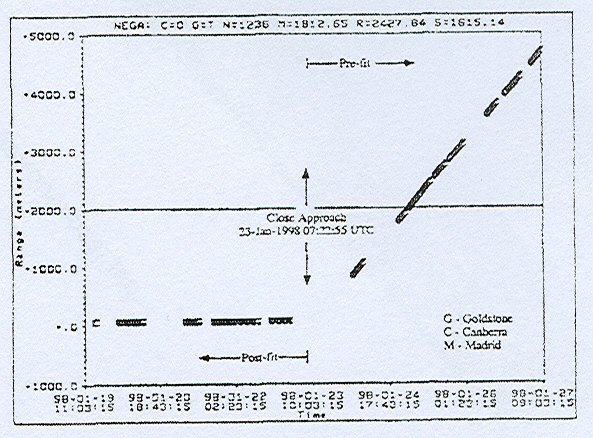
Залишки вимірів дальності при обльоті Землі апаратом NEAR.

Аномалія обльоту була вперше помічена під час ретельного аналізу доплерівських даних МДКЗ незабаром після обльоту Землі космічним апаратом «Галілео» 8 грудня 1990 року. Хоча очікувалося, що доплерівські залишки (спостережувані мінус розрахункові дані) залишаться незмінними, аналіз показав несподіване зміщення на 66 МГц, що відповідає збільшенню швидкості на 3,92 мм/с у перигеї. Дослідження цього ефекту в Лабораторії реактивного руху, Центрі космічних польотів Ґоддарда і Техаському університеті не дали задовільного пояснення. Жодна аномалія не була виявлена після другого обльоту Землі космічним апаратом «Галілео» в грудні 1992 року, де виміряне зниження швидкості збігалось із тим, що очікується від аеродинамічного опору на нижній висоті 303 км. Однак оцінки опору мали велику похибку, і тому аномальне прискорення не може бути виключене.
23 січня 1998 року апарат NEAR Shoemaker отримав аномальне збільшення швидкості 13,46 мм/с після його обльоту Землі, апарат «Кассіні — Гюйгенс» отримав близько 0,11 мм/с в серпні 1999 року, а «Розетта» отримала 1,82 мм/с після обльоту Землі в березні 2005 року.
Аналіз даних космічного апарата MESSENGER (вивчає Меркурій) не виявив яких-небудь істотних несподіваних збільшень швидкості — можливо, тому, що MESSENGER наближався й віддалявся від Землі симетрично відносно екватора (див. дані та запропоноване рівняння нижче). Це дає змогу припустити, що аномалія може бути пов'язана з обертанням Землі.
У листопаді 2009 року за космічним апаратом «Розетта» ЄКА пильно слідкували під час обльоту з метою точно виміряти його швидкість і зібрати додаткову інформацію про аномалію, але ніяких суттєвих аномалій виявлено не було.
Обліт 2013 року апаратом «Юнона» на шляху до Юпітера не дав жодного аномального прискорення.
Резюме обльотів Землі космічними апаратами представлені в таблиці нижче.
| Характеристика                              | Галілео I   | Галілео II   | NEAR         | Кассіні    | Розетта-I   | MESSENGER     | Розетта-II | Розетта-III    | Юнона      | Хаябуса-2  |
| ------------------------------------------- | ----------- | ------------ | ------------ | ---------- | ----------- | ------------- | ---------- | -------------- | ---------- | ---------- |
| Дата                                        | 08.12.1990  | 12.12.1992   | 23.01.1998   | 18.08.1999 | 04.03.2005  | 02.08.2005    | 13.11.2007 | 13.11.2009     | 09.10.2013 | 03.12.2015 |
| Швидкість на нескінченності, км/с           | 8,949       | 8,877        | 6,851        | 16,01      | 3,863       | 4,056         |            |                |            | 4,7        |
| Швидкість у перигеї, км/с                   | 13,738      | —            | 12,739       | 19,03      | 10,517      | 10,389        | 12,49      | 13,34          |            | 10,3       |
| Параметр зіткнення, км                      | 11261       |              | 12850        | 8973       | 22 680,49   | 22319         |            |                |            |            |
| Мінімальна висота, км                       | 956         | 303          | 532          | 1172       | 1954        | 2336          | 5322       | 2483           | 561        | 3090       |
| Маса космічного апарата, кг                 | 2497,1      |              | 730,40       | 4612,1     | 2895,2      | 1085,6        | 2895       | 2895           | ~2720      | 590        |
| Нахил траєкторії до орбіти, градусів        | 142,9       | 138,9        | 108,8        | 25,4       | 144,9       | 133,1         |            |                |            |            |
| Кут відхилення, градусів                    | 47,46       | 51,1         | 66,92        | 19,66      | 99,396      | 94,7          |            |                |            | 80         |
| Зростання швидкості на нескінченності, мм/с | 3,92 ± 0,08 | −4,60 ± 1,00 | 13,46 ± 0,13 | −2 ± 1     | 1,82 ± 0,05 | 0,02 ± 0,01   | ~0         | ~0             | ~0         | ?          |
| Зростання швидкості у перигеї, мм/с         | 2,56 ± 0,05 |              | 7,21 ± 0,07  | −1,7 ± 0,9 | 0,67 ± 0,02 | 0,008 ± 0,004 | ~0         | −0,004 ± 0,044 |            | ?          |
| Отримана енергія, Дж/кг                     | 35,1 ± 0,7  |              | 92,2 ± 0,9   |            | 7,03 ± 0,19 |               |            |                |            | ?          |

## Майбутні дослідження
Нові місії з обльотами Землі включають BepiColombo із запуском у жовтні 2018 року та обльотом Землі у квітні 2020 року.
Деякі місії призначені для вивчення гравітації, як-от STEP, будуть робити дуже точні виміри гравітації і можуть пролити світло на цю аномалію.

### Запропоноване рівняння
Емпіричне рівняння для аномальної зміни швидкості при обльоті було запропоноване Дж. Д. Андерсоном зі співавт.:
{\displaystyle {\frac {dV}{V}}={\frac {2\omega _{\text{E}}R_{\text{E}}(\cos \varphi _{\text{i}}-\cos \varphi _{\text{o}})}{c}},}
де:
- ωЕ — кутова частота Землі;
- RЕ — радіус Землі;
- φя і φо — вхідний і вихідний екваторіальний кут апарата[10].

Рівняння не враховує залишків SSN — див. «Можливі пояснення» нижче.

## Можливі пояснення

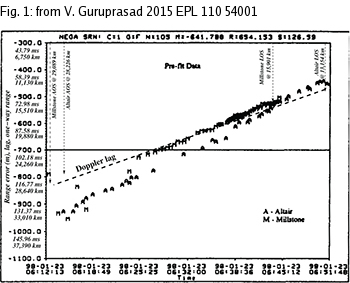
Ряд залишків SSN відносно дальності та затримки

Було запропоновано кілька можливих пояснень аномалії обльоту, зокрема:
- Неврахований поперечний ефект Доплера, тобто червоне зміщення джерела світла з нульовою радіальною і ненульовою тангенціальною швидкістю[11]. Однак це не може пояснити подібну аномалію в даних виміру дальності.
- Гало темної матерії навколо Землі[12].
- Модифікація інерції в результаті Габбл-масштабного ефекту Казимира, пов'язаного з ефектом Унру (MiHsC)[13][14].
- Вплив загальної відносності, яка в її слабкому полі та лінеаризованій формі створює гравітоелектричні і гравітомагнетичні феномени, як-от ефект Лензе — Тіррінга, також досліджувався[15], але вона також не може пояснити аномалію обльоту.
- Джозеф К. Хафеле запропонував пояснення запізнювання гравітації від часу[16].
- Пропорційна до дальності надмірна затримка телеметричного сигналу була виявлена в даних Мережі космічного спостереження США[en] щодо телеметрії дальності обльоту NEAR[17]. Ця затримка, яка пояснює аномалію і в доплерівських даних, і в даних телеметрії дальності, а також кінцеві доплерівські коливання в межах 10—20 %, вказує на внутрішньоімпульсні лінійні частотні модуляції (chirp modes) в прийомі сигналів внаслідок доплерівського коефіцієнта (співвідношення швидкості хвилі до її швидкості в середовищі), прогнозує позитивну аномалію тільки коли відстеження траєкторії станціями МДКЗ переривається близько перигею, а також нульову або негативну аномалію, якщо вона відстежується неперервно. Ніяких аномалій не повинно спостерігатися, якщо доплерівське відстеження здійснюється не станціями МДКЗ[18].